# Oktostychy
Oktostychy – debiutancki tom poezji Jarosława Iwaszkiewicza z 1919.
Wiersze były pisane przez Iwaszkiewicza w latach 1917-1918 podczas pobytu na Ukrainie, zaś wydane w Warszawie w 1919. Tom zawiera cykl utworów o jednorodnej budowie wersyfikacyjnej. Każdy wiersz składa się z czterech dystychów (dwuwersowych strof). Razem daje to 8 wersów w każdym utworze i stąd pochodzi tytuł zbioru, nawiązujący do rodzaju wiersza o nazwie oktostych. Wiersze mają zwykle charakter liryki osobistej. Część z nich nawiązuje do różnych gatunków literackich, w tym do japońskiej formy o nazwie uta. Tom wprowadził po raz pierwszy w literaturze polskiej na większą skalę asonans.